# Boswijck
Boswijck is een nederzetting in voormalig Nieuw-Nederland die gesticht is in 1661. Datzelfde jaar kreeg Boswijck rechten voor zelfbestuur. De nederzetting staat tegenwoordig bekend als Bushwick in de borough Brooklyn van New York aan de oostkust van de huidige Verenigde Staten van Amerika. Boswijck was de laatste van de oorspronkelijke zes Nederlandse steden in Brooklyn die in Nieuw-Nederland gesticht werd.